# Classe Kiev
Les navires de la classe Kiev/Kretchyet (en russe : Кречет) ou projet 1143 sont les premiers porte-aéronefs soviétiques en dehors des porte-hélicoptères de la classe Moskva. Cette classe naît du fait de l'annulation du Projet 1153 Orel, pour raisons budgétaires.

## Les projets

### Projet 1143
Le projet 1143 fut possible grâce au développement par Yakovlev des premiers VTOL Yak-38, et nécessaire par l'allongement de la portée des missiles stratégiques américains, qui obligeait les porte-hélicoptères de la classe Moskva à patrouiller plus loin des côtes soviétiques, donc sans couverture aérienne. Le projet 1143, confié au bureau d'études TsKB-17, fut approuvé le 16 octobre 1968 en tant que croiseur lourd porte-aéronefs anti-sous-marin (CVSG).
Les porte-aéronefs du projet 1143 étaient capables d'emporter des hélicoptères et des avions à décollage et atterrissage vertical, les Yak-38M, pour un total de 22 appareils. Contrairement aux porte-avions américains, la défense des Kiev était en majeure partie confiée aux armements de bord et non au groupe aéronaval, ce qui explique qu'il soit lourdement armé en missiles mer-air, mer-mer et en systèmes de lutte anti-sous-marine.

### Projet 11433
Légèrement différents des deux unités du projet 1143, le Novorossiisk est l'unique représentant du projet 11433, ou 1143-M. La modification la plus importante résidait dans le renforcement du parc aérien, qui passait de 22 à 36 aéronefs. Le système de missiles antiaériens Osa-M est en revanche supprimé.
La quatrième unité de la classe Kiev, le Bakou (futur Amiral Gorchkov), est parfois considérée comme une classe séparée. Les améliorations ont inclus un radar sur réseau, des installations étendues de guerre électronique. Le poste de commandement était rallongé d'approximativement 5 mètres vers l'avant. D'autres modifications ont inclus l'ajout de quatre lanceurs additionnels de SS-N-12 SLCM (pour un total de 12), la suppression des lanceurs SUW-N-1 pour des missiles antinavires/anti-sous-marins armés de têtes nucléaires FRAS-1, et la suppression du missile SA-N-3 à lancement vertical, et de 10 tubes lance-torpille de 21 pouces. Le bateau est équipé d'un système intégré Udav-1 de guerre anti-sous-marine avec 60 fusées anti-sous-marines.

### Projet 11434
Au départ, le programme soviétique de réalisation de porte-avions ne prévoyait la construction que deux unités du projet 1143. En effet, le commandant en chef de la marine, l'amiral Sergueï Gorchkov, souhaitait développer rapidement de véritables porte-avions de type CATOBAR, avec catapultes, pour embarquer des appareils à décollage classique. Cependant, ce point de vue n'était pas partagé par tout le monde, à commencer par le maréchal Oustinov, qui jugeait la réalisation d'un tel porte-avions trop onéreuse. D'autre part, l'Union soviétique n'avait aucune expérience en matière de catapultes à vapeur.
En 1976, la décision est prise de mettre en chantier une cinquième et sixième unité du projet 1143 dotée d'équipements largement modernisés, donnant naissance au projet 11434 dont l'étude fut confiée à V.F. Anikiev. Le nouveau porte-aéronef devaient initialement mettre en œuvre le chasseur VTOL Yak-141, mais son développement est retardé avant d'être arrêté faute de crédits en 1991. Le Yak-38M allait donc rester le seul VTOL opérationnel sur ce porte-aéronefs.

## Conception

### Description
Cette classe est conçue pour fournir un appui aéronaval aux sous-marins lance-missiles et aux unités de surface de la marine soviétique. Les classe Kiev sont équipés d'un pont oblique destiné aux opérations aériennes, dépourvu de catapulte et de brins d'arrêt, ces bâtiments ne peuvent mettre en œuvre que des hélicoptères ou des appareils VSTOL. La proue de ces bâtiments est réservée pour l'installation des systèmes de lancement des missiles de croisière nucléaires.

### Caractéristiques
Bien que faisant partie de la même classe les navires sont de différentes configurations et conçus pour différents rôles.
|                             | Projet 1143 | Projet 11433 | Projet 11434 |
| Déplacement standard        | 30 530 tonnes | 31 900 tonnes | 33 440 tonnes |
| Déplacement à pleine charge | 41 370 tonnes | 43 220 tonnes | 44 490 tonnes |
| Longueur                    | 273,1 m | 273,1 m | 273,08 m |
| Largeur                     | 49,2 m | 51,3 m | 52,9 m |
| Tirant d'eau                | 11,1 m | 11,5 m | 11,52 m |
| Propulsion                  | 8 chaudières KVN-95/64 et 4 turbines TV-12-3 développant 180 000 ch et entraînant 4 hélices | 8 chaudières KVN-95/64 et 4 turbines TV-12-3 développant 180 000 ch et entraînant 4 hélices | 8 chaudières KVN-95/64 et 4 turbines TV-12-3 développant 180 000 ch et entraînant 4 hélices |
| Vitesse maximale            | 30 nœuds | 29 nœuds | 29 nœuds |
| Autonomie                   | 8 000 milles nautiques à 18 nœuds | 7 160 milles nautiques à 18 nœuds | 7 590 milles nautiques à 18 nœuds |
| Électronique                | - 1 radar de guidage aérien à courte portée Privod-SV - 1 radar de veille aérienne tridimensionnelle MR-600 Voskhod (« Top Sail ») - 1 radar de veille aérienne tridimensionnelle MR-710M Fregat-M (« Top Steer ») - 2 radars de conduite de tir Korvet-1143 (« Punch Bowl ») pour missiles P-500 - 1 radar de conduite de tir Argone-1143 (« Trap Door ») pour missiles P-500 - 2 radars de conduite de tir Grom (« Head Light C ») missiles V-611 - 2 radars de conduite de tir 4K-33 (« Pop Group ») pour missiles 9M33 - 1 radar de conduite de tir Sprout-1143 pour missiles 82R - 2 radars de conduite de tir MR-105 Tourel (« Owl Screech ») pour l'artillerie de 76,2 mm - 4 radars de conduite de tir MR-123 Vympel (« Bass Tilt ») pour l'artillerie de 30 mm - 1 radar de navigation Volga - 1 radar de navigation Vaïgatch-1143 (« Don Kay ») - 1 système de navigation Salgir-1143 - 1 ensemble de mesures de soutien électronique Gourzouf (8 « Side Globe ») - 1 système de guerre électronique Koltso - 2 lance-leurres PK-2 (lanceurs doubles) - 1 système de combat ASM Polinome composé d'un sonar actif de coque MG-342 Orione (« Horse Jaw ») et d'un sonar actif remorqué MG-335 Platina (« Horse Tail ») - 1 système de transmission Taïfoune-1A - 1 récepteur satellitaire Tsounami-BM | - 1 radar de guidage aérien à courte portée Privod-SV - 1 radar de veille aérienne tridimensionnelle MR-600 Voskhod (« Top Sail ») - 1 radar de veille aérienne tridimensionnelle MR-710M Fregat-M (« Top Steer ») - 2 radars de veille Topaz-IV (« Strut Pair ») - 2 radars de veille air MR-360 Podkat (« Strut Pair ») - 2 radars de conduite de tir Korvet-1143 (« Punch Bowl ») pour missiles P-500 - 1 radar de conduite de tir Argone-1143 (« Trap Door ») pour missiles P-500 - 2 radars de conduite de tir Grom (« Head Light C ») pour missiles V-611 - 1 radar de conduite de tir Sprout-1143 pour missiles 82R - 2 radars de conduite de tir MR-105 Tourel (« Owl Screech ») pour l'artillerie de 76,2 mm - 4 radars de conduite de tir MR-123 Vympel (« Bass Tilt ») pour l'artillerie de 30 mm - 1 radar de navigation Volga - 1 radar de navigation Vaïgatch-1143 (« Don Kay ») - 1 système de navigation Salgir-V - 1 système de guerre électroniques Kantata-M - 1 système de guerre électronique Koltso - 4 systèmes de guerre électronique Ograda - 2 lance-leurres PK-2 (lanceurs doubles) - 1 système de combat ASM Polinome composé d'un sonar actif de coque MG-342 Orione (« Horse Jaw ») et d'un sonar actif remorqué MG-335 Platina (« Horse Tail ») - 1 système de transmission Taïfoune-1A - 1 récepteur satellitaire Tsounami-BM | - 1 radar de guidage aérien à courte portée Rezistor K-4 (« Cake Stand ») - 1 radar de veille tridimensionnelle Mars-Passat (« Sky Watch ») - 1 radar de veille tridimensionnelle MR-710M-1 Fregat-M1 (« Plate Steer ») - 2 radars de veille air MR-360 Podkat (« Strut Pair ») - 2 radars de conduite de tir Korvet-1143 (« Punch Bowl ») pour missiles P-500 - 1 radar de conduite de tir Argone-1143 (« Trap Door ») pour missiles P-500 - 4 radars de conduite de tir 3R95 (« Cross Sword ») pour missiles 9M330 - 1 radar de conduite de tir MR-145 Lev (« Kite Screech ») pour l'artillerie de 100 mm - 4 radars de conduite de tir MR-123 Vympel (« Bass Tilt ») pour l'artillerie de 30 mm - 2 radars de navigation Vaïgatch-1143 (« Palm Frond ») - 1 système de navigation Salgir-V - 1 système de guerre électroniques Kantata-M - 2 lance-leurres PK2 (lanceurs doubles) - 1 système de combat ASM Polinome composé d'un sonar actif de coque MG-342 Orione ("Horse Jaw ») et d'un sonar actif remorqué MG-335 Platina (« Horse Tail ») - 1 système de transmission Bourane-1A - 2 récepteurs satellitaire Kristall-BK (« Low Ball ») |
| Armement                    | - système Bazalt : 4 rampes doubles SM-241 Ouragane-1143 pour missiles P-500 (SS-N-12 Sandbox) / 8 missiles - système Chtorm-M : 2 rampes doubles B-192 pour missiles V-611 (SA-N-3 Goblet) / 96 missiles - système Osa-MA : 2 rampes doubles ZIF-122 pour missiles 9M33 (SA-N-4 "Gecko") / 40 missiles - système Vikhr : 1 rampe double MS-18 pour missiles 82R (SUW-N-1) / 16 missiles - 2 tourelles doubles AK-726 de 76,2 mm - 8 tourelles sextuples AK-630 de 30 mm - 2 plates-formes quintuples de tubes lance-torpilles PTA-53-1143 de 533 mm - système Smertch-2 : 2 lance-roquettes ASM RBU-6000 de 213 mm / 120 roquettes RGB-60 | - système Bazalt : 4 rampes doubles SM-241 Ouragane-1143 pour missiles P-500 (SS-N-12 Sandbox) / 8 missiles - système Chtorm-M : 2 rampes doubles B-192 pour missiles V-611 (SA-N-3 Goblet) / 96 missiles - système Vikhr : 1 rampe double MS-18 pour missiles 82R (SUW-N-1) / 16 missiles - 2 tourelles doubles AK-726 de 76,2 mm - 8 tourelles sextuples AK-630M de 30 mm - système Pourga : 2 lance-roquettes ASM RBU-6000 de 213 mm / 120 roquettes RGB-60 | - système Bazalt : 6 rampes doubles SM-241 Ouragane-1143 pour missiles P-500 (SS-N-12 Sandbox) / 12 missiles - système Kinjal : 4 groupements de 6 silos verticaux pour missiles mer-air 9M330 (SA-N-9 Gauntlet) / 192 missiles - 2 tourelles simples AK-100 de 100 mm - 8 tourelles sextuples AK-630M de 30 mm - système Oudav-1 : 2 lance-roquettes ASM RBU-12000 de 300 mm / 120 roquettes |
| Groupe aérien               | 22 chasseurs Yak-38 et/ou hélicoptères Kamov Ka-25 ou Ka-27 | 36 chasseurs Yak-38M et/ou hélicoptères Kamov Ka-25 ou Ka-27 | 36 chasseurs Yak-38M et/ou hélicoptères Kamov Ka-27 |

## Bâtiments
Les quatre unités construites sont, le Kiev, le Minsk, le Novorossiisk et Baku (Amiral Gorchkov).

### Kiev
Le Kiev (projet 1143) entre en service le 28 décembre 1975, après avoir effectué des sorties en Méditerranée, dans l'Atlantique et en Mer Noire, le bâtiment est modernisé de décembre 1982 à novembre 1984.
En 1989, il est mis en réserve active avant d'être réformé pour cause budgétaire le 30 juin 1993.
En 1996, le Kiev est vendu à la Chine. Depuis le 1er mai 2004, le Kiev est devenu un bâtiment musée dans la ville de Tianjin.

### Minsk
Le Minsk (projet 1143) entre en service le 27 septembre 1978, le bâtiment opère avec la flotte soviétique du Pacifique jusqu'à son retrait du service le 30 juin 1993.
Il est vendu à la Chine le 31 mai 2006, après de rocambolesques mises aux enchères, via un homme d'affaires sud-coréen, le Minsk restant pas moins de onze ans sur le marché des ventes de bâtiments de guerre d'occasion.

### Novorossiisk
Le Novorossiisk (projet 11433) entre en service le 12 septembre 1982, le bâtiment opère avec la flotte soviétique du Pacifique jusqu'à son retrait du service le 30 juin 1993.
Victime d'un grave incendie en 1995, le Novorossiisk est démoli en 1997 en Corée du Sud.

### Bakou
Le Bakou (projet 11433) entre en service en janvier 1987, ce bâtiment est renommé Admiral Gorshkov, Baku étant désormais la capitale de la république indépendante d'Azerbaïdjan.
Certains considèrent que l’Amiral Gorchkov fait partie d'une nouvelle classe de bâtiments, mais c'est en fait un classe Kiev qui a reçu quelques modifications qui se limitent à ses installations radar.
Le 20 janvier 2004, la Russie valide la vente de ce bâtiment à l'Inde. L’Amiral Gorchkov devient donc l'INS Vikramaditiya qui après de long travaux entrera en service dans la marine indienne en 2012.

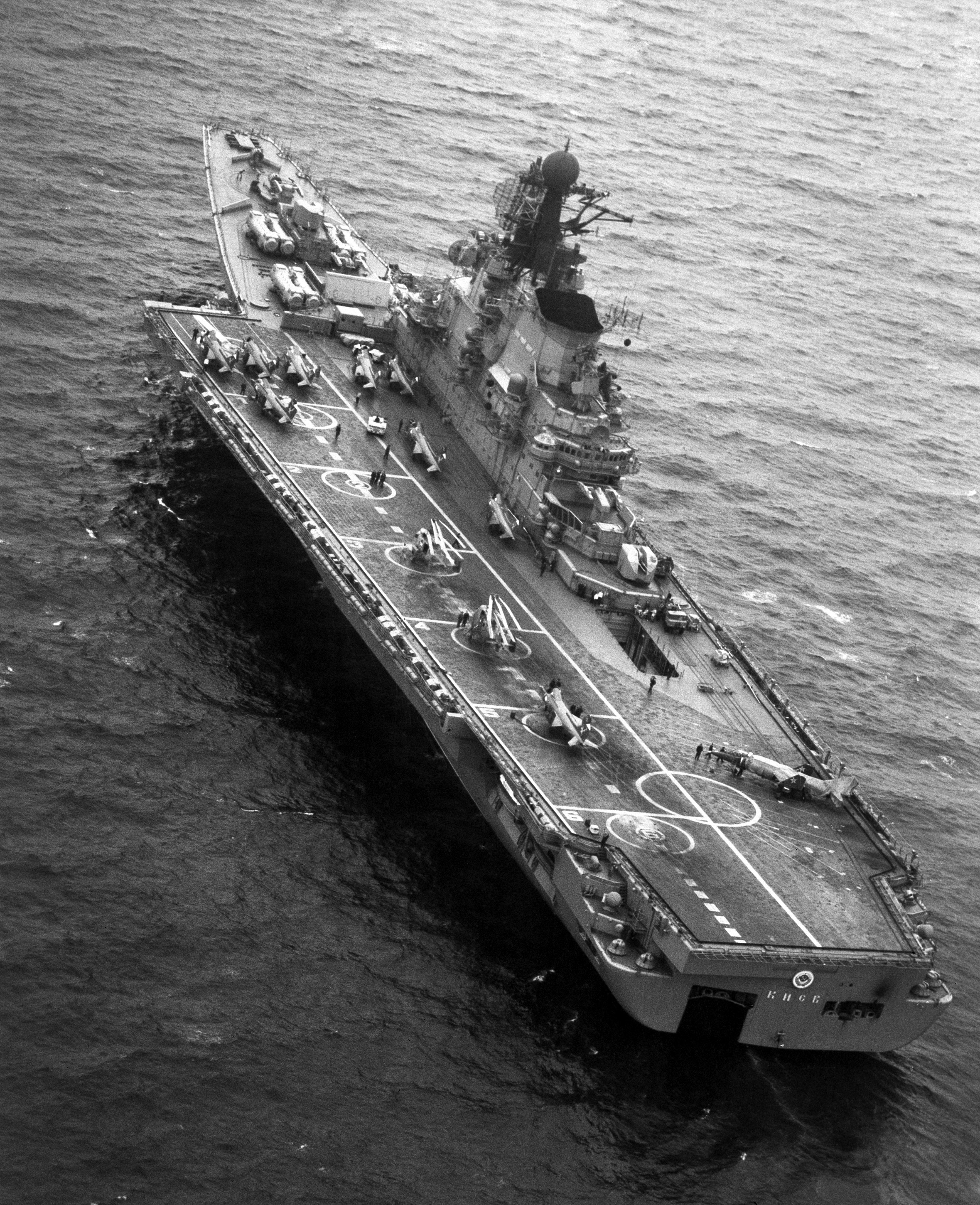
Le porte-avions Kiev en 1985.
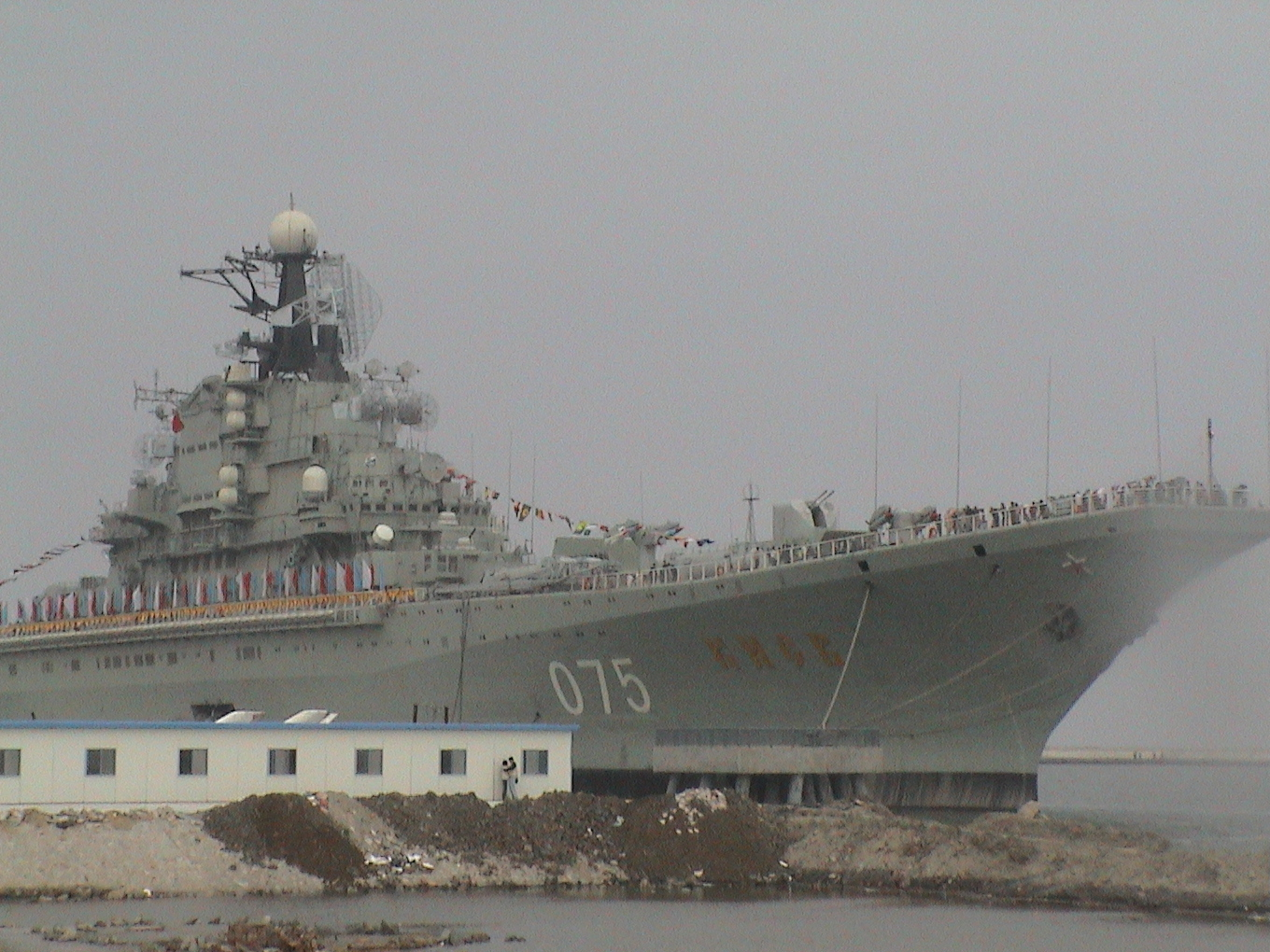
Le Kiev transformé en navire musée en république populaire de Chine.
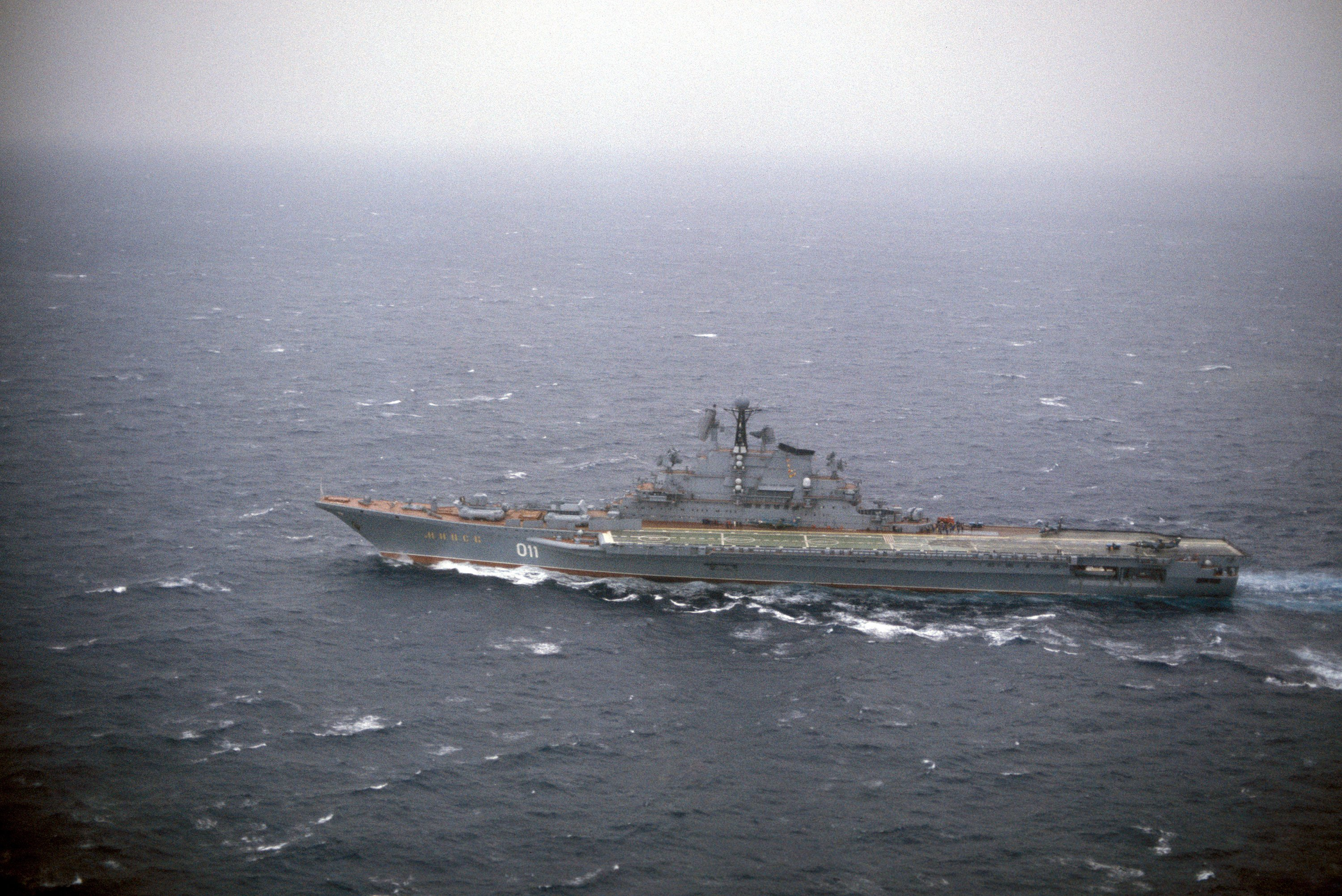
Le Minsk en 1983.
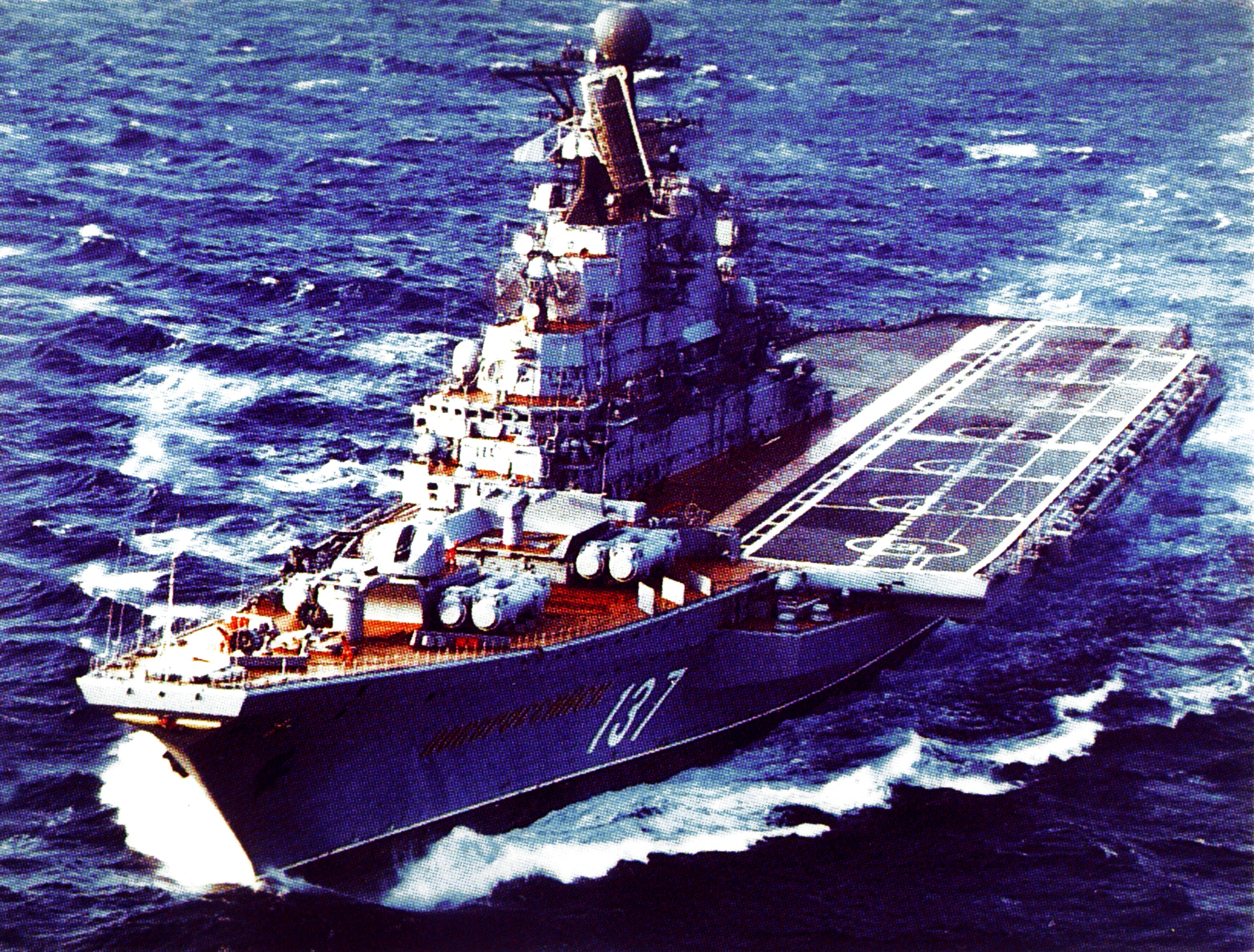
Le Novorossijsk (25 mars 1986).